# 宇能鴻一郎の濡れて打つ
『宇能鴻一郎の濡れて打つ』（うのこういちろうのぬれてうつ）は1984年2月公開の日活ロマンポルノ。金子修介の初監督作で、人気官能作家、宇能鴻一郎の小説を原作としながら、『エースをねらえ!』のパロディ作品ともなっている。55分。
主演は'84にっかつ最大のホープ、アイドル女優山本奈津子。脚本は「あんねの日記」(1983)の木村智美が担当する。

## あらすじ
ひろみは高校1年生のテニス部員。憧れの先輩、お蝶さまから「恋は禁物」と忠告されるが、男子部員・坂西と関係を持っている。
ある日、見知らぬ男にエレベータの中で騙され犯されるが、その男は新任のコーチ、北條だった。北條はセックスを通してひろみの強靱な腰のバネを見抜き、選手に抜擢。さらにセックスを使ったトレーニングでひろみを鍛え上げようとする。
ところがその関係がお蝶さまに知られ、言いつけを破ったとして怒りを買い、二人はテニスで対決することになる。一方、密かにひろみを慕う新聞部員の玉木は、華奢な体格に似合わぬ立派な巨根の持ち主だった。
ひろみはセックスで鍛えた足腰を活かしてお蝶さま相手に善戦、さらにバウンドした打球を下から彼女の股間にめり込ませ悶絶させる。試合に勝ち、セックストレーニングの効果を証明したひろみは、玉木、北條の二人を相手に励むのだった。

## 出演
- 山本奈津子（細川ひろみ[5]）
- 林亜里沙（松波美沙・お蝶[5]）
- 石井里花（小林蘭子）
- 沢田情児（北條コーチ[5]）
- 原田悟（坂西卓[5]）
- 高山成夫（玉木茂樹）

## スタッフ
- 監督：金子修介
- 脚本：木村智美
- 原作：宇能鴻一郎「濡れて打つ」グリーンアロー出版社,1984年8月
- 企画：小松裕司
- プロデューサー：栗林茂
- 撮影：杉本一海
- 美術：斉藤岩男
- 録音：中山義広
- 照明：高柳清一
- 編集：冨田功
- 選曲：佐藤富士男
- 助監督：池田賢一
- スチール：井本俊康

## その他
- 初台の旧東京工業試験所（現在の新国立劇場）が高校の設定でロケ地に使われている。